# جاستن توماس (لاعب كرة قدم أمريكية)
جاستن توماس (بالإنجليزية: Justin Thomas) هو لاعب كرة قدم أمريكية أمريكي، ولد في 15 مارس 1994 في براتفيل في الولايات المتحدة.

## وصلات خارجية
- جاستن توماس على موقع مرجع كرة القدم المحترفة.كوم (الإنجليزية)